# 모기 켄이치로

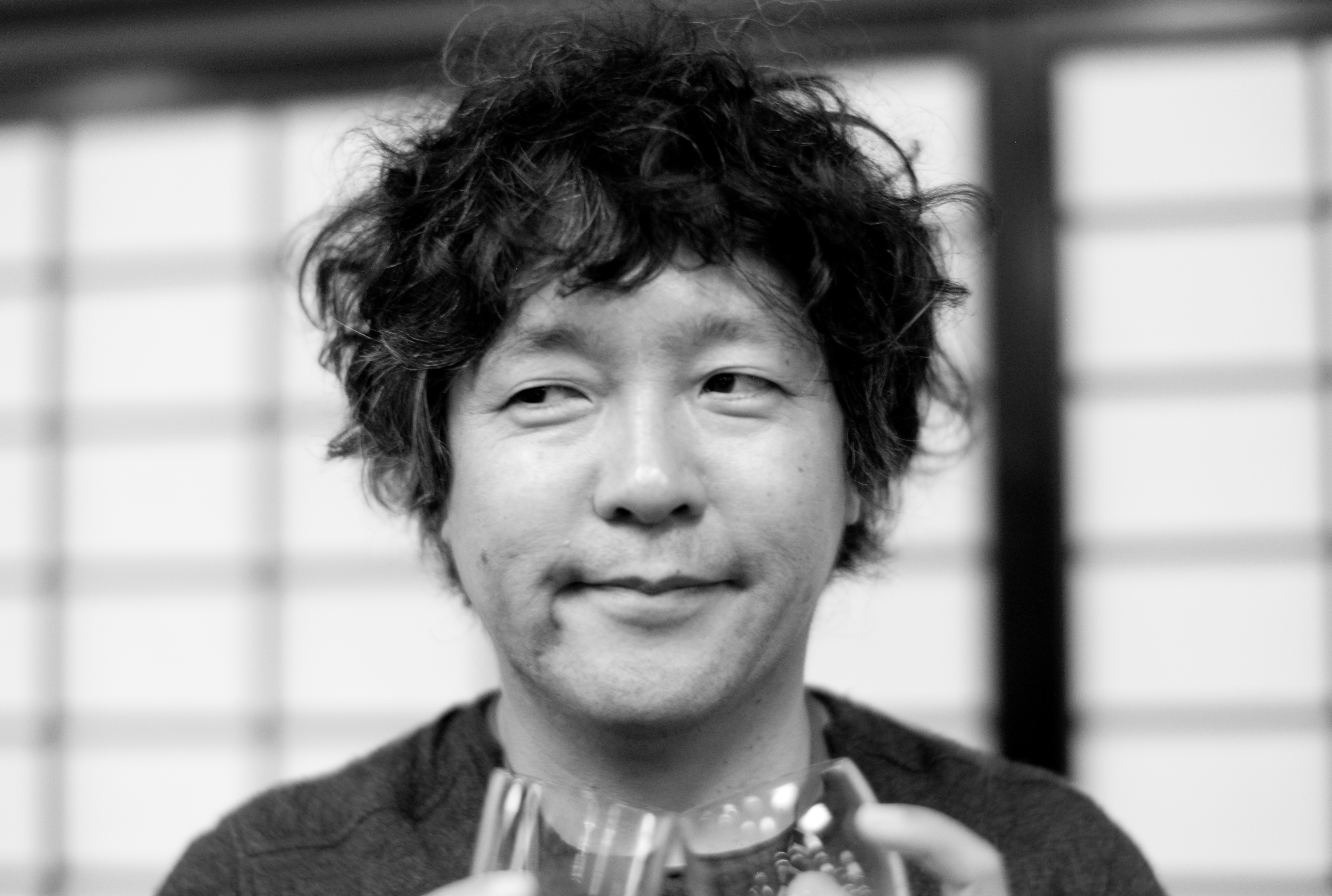
2007년 모습

모기 켄이치로(茂木 健一郞, 1962년 10월 20일 ~ )는 일본의 신경과학자이다.

## 학력
- 카스카베 유치원 졸업
- 1969년 가스카베 시립 가스카베 초등학교 입학
- 1975년 가스카베시 시립 야기사키 초등학교 졸업
- 1978년 카스카베 중학교 졸업
- 1981년 도쿄가쿠게이대학 교육학부 부설 고등학교 졸업
- 1985년 도쿄대학 이학부 물리학과 졸업
- 1987년 도쿄대학 법학부 졸업

## 경력
- 도쿄 공업 대학 대학원 객원교수
- 도쿄 예술 대학 비상근이사
- 소니컴퓨터 사이언스연구소 수석연구원

## 저서
- 뇌의 가상
- 좋은 질문이 좋은 인생을 만든다
- 욕망의 연금술사, 뇌
- 화장하는 뇌
- 이키가이
- 보통의 고양